# 2020 إيه في 2

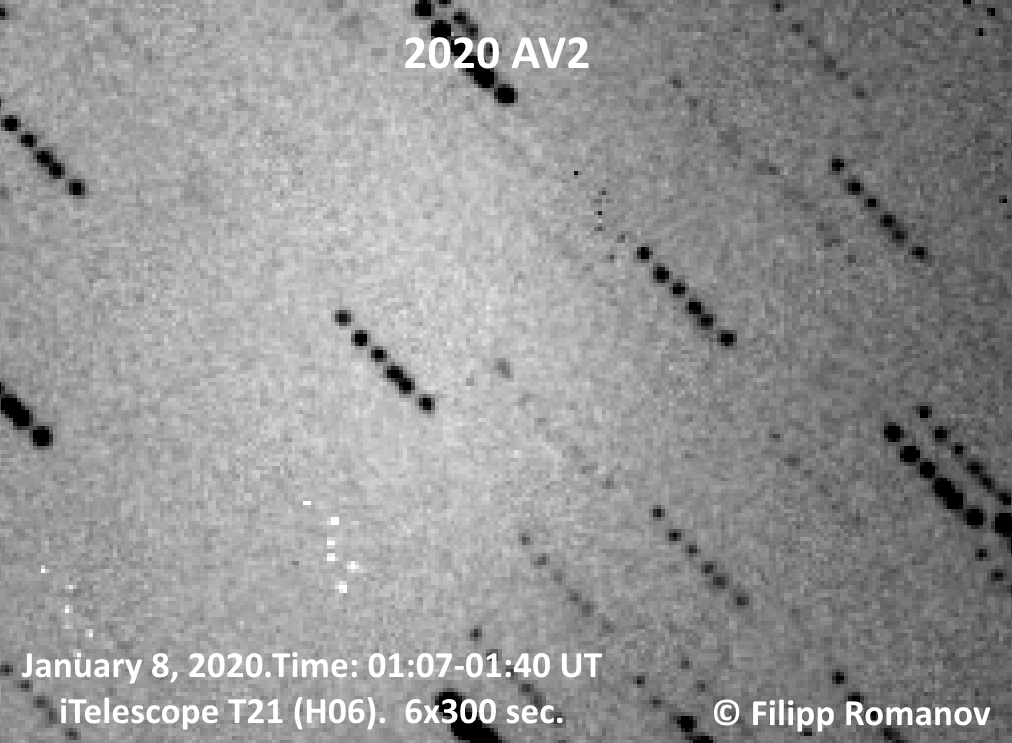

2020 إيه في 2، المعروف أيضًا باسم زي تي إف 09 كيه 5، هو كويكب قريب من الأرض اكتشفه مرفق زويكي للأجسام العابرة في 4 يناير 2020. وهو أول كويكب مكتشف يقع مداره بالكامل داخل مدار كوكب الزهرة، وبالتالي فهو الأول والوحيد المعروف في مجموعة كويكبات أتيرا داخل مدار كوكب الزهرة (فاتيرا). يحتوي 2020 إيه في 2 على أصغر أوج معروف وثاني أصغر نصف محور أكبر معروف بين جميع الكويكبات. يتمتع الكويكب بقدر ظاهري يساوي 16.4، بالتالي من المتوقع أن يكون قطره أكبر من 1 كيلومتر.

## الاكتشاف
اكتُشف 2020 إيه في 2 خلال مسح مرفق زويكي للأجسام العابرة في مرصد بالومار في 4 يناير 2020، من قِبل عالم الفلك بريس بولين وفرانك ماسي وكوانزي يي. كان هذا الاكتشاف جزءًا من حملة للكشف عن الكويكبات الأرضية الداخلية (كويكبات أتيرا) باستخدام كاميرا زي تي إف واسعة المجال الخاصة بتلسكوب صموئيل أوشين الذي يبلغ قطره 1.22 مترًا في مرصد بالومار. يصعب اكتشاف هذه الأجرام نظرًا لقربها من الشمس: لا تصل الكويكبات الموجودة داخل مدار كوكب الزهرة أبدًا إلى استطالات شمسية تزيد عن 47 درجة، ما يعني إمكانية رصدها أثناء الشفق فقط حين تكون الشمس تحت أفق الأرض. نتيجةً لذلك، لا يمكن رصد هذا النوع من الكويكبات إلا خلال إطار زمني قصير، ولهذا السبب استُخدمت كاميرا زي تي إف نظرًا لقدرتها على رصد الأجرام العابرة بشكل فعال.
في وقت الاكتشاف، كان 2020 إيه في 2 يقع في كوكبة الدلو، بقدر ظاهري يساوي 18 تقريبًا. أبلِغ عن الاكتشاف من قبل عالم الفلك برايس بولين، وأُدرِج لاحقًا في صفحة تأكيد الأجسام القريبة من الأرض التابعة لمركز الكواكب الصغيرة (نيو سي بي) في 4 يناير 2020. أُجريت عمليات رصد لاحقة في مراصد مختلفة بهدف تحديد مدار الكويكب بناءً على حركته المدارية. ثم أُعلِن رسميًا عن اكتشاف الكويكب في منشور إلكتروني صدر عن مركز الكواكب الصغيرة في 8 يناير 2020.
قبل اكتشاف 2020 إيه في 2، توقع الباحث المشارك كوانزي يي وزملاؤه في ديسمبر 2019 أن زي تي إف سيكتشف أول كويكب داخل مدار الزهرة بعد وقت قصير من اكتشاف العديد من الكويكبات ذات أوج قصير، بما في ذلك 2019 إيه كيو 3 و2019 إل إف 6. نظرًا لصعوبة اكتشاف مثل هذه الكويكبات نتيجة استطالاتها الشمسية الصغيرة، فقد قدروا أنه سيتم اكتشاف كويكب آخر على الأقل داخل مدار الزهرة من قبل زي تي إف.

## التسمية
عند اكتشاف الكويكب، حصل على اسم زي تي إف 09 كيه 5. ثمُ منح اسمًا مؤقتًا، 2020 إيه في 2، من قبل مركز الكواكب الصغيرة في 8 يناير 2020، بعدما حددت عمليات رصد لاحقة مداره بدرجة كافية. تشير التسمية المؤقتة إلى تاريخ اكتشاف الجرم وسنته. نظرًا لقصر قوس المراقبة والمدار غير المحدد بشكل كامل، لم يحصل الكويكب على رقم رسمي ككوكب صغير من قِبل مركز الكواكب الصغيرة. بمجرد تحديد مدار الكويكب بدرجة تكفي لترقيمه باعتباره كوكبًا صغيرًا، سيصبح مؤهلًا للتسمية. نظرًا لكونه العضو الأول في فئة فاتيرا المُسماة بشكل غير رسمي، سيحصل على اسم يشير إلى هذه المجموعة الجديدة من الأجرام.